# Kingdome

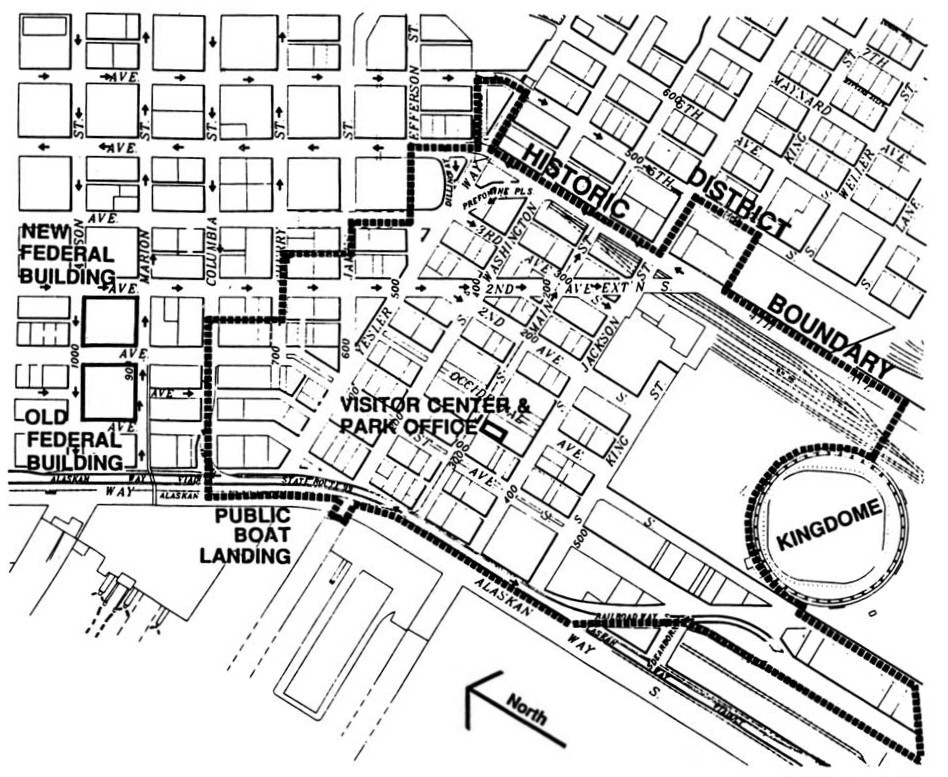
Este mapa de 1996 de Pioneer Square-Skid Road Historic District muestra la ubicación del Kingdome (abajo a la derecha en el mapa)

El Kingdome (oficialmente King County Multipurpose Domed Stadium) fue un estadio de usos múltiples ubicado en el barrio de Seattle SoDo. Pertenece y es operado por el condado de King, el Kingdome abrió sus puertas en 1976 y fue más conocido como el estadio de los Seattle Seahawks de la Liga Nacional de Fútbol Americano (NFL), los Marineros de Seattle de la Major League Baseball (MLB), y SuperSonics de Seattle de la National Basketball Association (NBA). También fue el estadio de los Seattle Sounders de la North American Soccer League (NASL) y se realizaron numerosos eventos deportivos, conciertos y otros.
La idea de construir un estadio cubierto para las Grandes Ligas de fútbol y para un equipo de béisbol fue propuesta por primera vez a los funcionarios de Seattle en 1959. Después de los votantes rechazaron las medidas por separado para aprobar la financiación pública de un estadio en 1960 y 1966, en 1968 el condado de King aprobó la emisión de EE. UU. por $ 40 millones en bonos municipales para la construcción del estadio. La construcción comenzó en 1972 y abrió sus puertas en 1976 como el nuevo campo de los Sounders y los Seahawks. Los Marineros se trasladaron en el año siguiente, y los SuperSonics se trasladaron en el año 1978, solo para volver a l Seattle Center Coliseum en 1985. El estadio fue sede de varios eventos deportivos importantes, incluyendo el Pro Bowl en 1977, la Major League Baseball All-Star Game en 1979, NBA All-Star Game en 1987, y la final NCAA en 1984, 1989 y 1995.
Durante la década de 1990 las autoridades de los Halcones Marinos y los Marineros comenzaron a cuestionar la idoneidad del Kingdome como un lugar para cada equipo y amenazaron con trasladarse a menos que construyan nuevos estadios, financiados con fondos públicos y fueron construidos. El problema era el hecho de que ninguno de los equipos vieron su propiedad compartida como rentables, así como la integridad del techo del estadio como se destaca por el colapso de las tejas del techo en el área de descanso antes del comienzo de un juego programado de los Marineros. Como resultado, los paquetes de financiación pública para los nuevos estadios construidos para los Marineros y los Seahawks fueron aprobados en 1995 y 1997, respectivamente. Los Marineros se trasladaron al Safeco Field a mitad de la temporada de 1999, y los Seahawks se trasladaron temporalmente al Husky Stadium después de la temporada de 1999. El Kingdome fue demolido por implosión el 26 de marzo de 2000; el nuevo estadio de los Seahawks fue construido en el mismo sitio con el nombre de "Seahawks Stadium" (ahora conocido como Lumen Field).

## Concepto y la construcción
En 1959, David L. Cohn escribió una carta al Consejo de la ciudad de Seattle, él decía que la ciudad necesitaba un estadio cubierto para albergar juegos de deportes profesionales. En ese momento, la ciudad ya contaba con el Husky Stadium y el Sick's Stadium para juegos de fútbol conlegialo y ligas menores béisbol, respectivamente, pero ambos eran insuficientes para un equipo de Grandes Ligas. En 1960, el Ayuntamiento colocó una emisión de bonos de $ 15 millones para financiar la construcción de un estadio, pero rechazaron ese presupuesto ya que creaían que el estadio no podría ser construido dentro de ese presupuesto, y además no había garantía de que la ciudad tendría un equipo para jugar en el estadio. En 1966, la Liga Nacional de Fútbol y la Liga Americana fueron estudiando la concesión de la ciudad de una franquicia de expansión, y como resultado el Consejo del Condado de King hizo otra medida de emisión de bonos en la boleta electoral, que también fue rechazada por los votantes.
En 1967, la Liga Americana y la ciudad de Seattle concedieron una franquicia de expansión que más tarde sería conocida como los Pilots de Seattle. La liga indicó claramente que el Sick's Stadium no era adecuado como un estadio de Grandes Ligas, y se estipula que, como condición para recibir la franquicia, los bonos tuvieron que ser emitidos para financiar la construcción de un nuevo estadio con cúpula que tenía que ser completada en 1970; Además, la capacidad en el estadio del Sick's Stadium tuvo que ser ampliado de 11.000 a 30.000 para el Día Inaugural de 1969, cuando el equipo estaba programado para comenzar a jugar. Los Pilots suponían que comenzarían a jugar en 1971, junto con los Kansas City Royals. Sin embargo, cuando el senador Stuart Symington se enteró de los planes, exigió que los dos equipos comienzan a jugar en 1969.
En febrero de 1968, como parte del grupo de Forward Thrust (Impulso hacia adelante) de propuestas de bonos, el condado de Kingg aprobó la emisión de EE. UU. por $ 40 millones en bonos para financiar la construcción del "King County Multipurpose Domed Stadium". Ese año, el Comité examinó más de 100 sitios a lo largo de Seattle y el condado de King, y por unanimidad decidieron que el mejor sitio sería en los terrenos de Seattle Center. Miembros de la comunidad denunciaron la idea, afirmando que la comisión estaba influenciado por grupos de intereses especiales.
Los Pilots comenzaron a jugar como estaba previsto en 1969, pero el Sicks Stadium resultó ser un lugar terriblemente problemático para los aficionados, los medios de comunicación, y los jugadores visitantes por igual. Pronto se hizo evidente que el Sicks Stadium fue totalmente insuficiente, incluso para uso temporal, una razón importante por la que los Pilots solo atrajeron a 677.000 aficionados en toda la temporada y no fue lo suficiente para cubrir los gastos. Sin embargo, una petición por los opositores del estadio llevó el proyecto a su fin. Los propietarios de los Pilots se quedaron sin dinero al final de la temporada, y con los planes del estadio en el limbo, se vieron obligados a declararse en quiebra. A pesar de los esfuerzos realizados para comprar el equipo y un intento de mantener al equipo en Seattle por el sistema judicial, los Pilots fueron vendidos al empresario Bud Selig, quien trasladó el equipo a Milwaukee y le cambió el nombre a Milwaukee Brewers una semana antes el inicio de la temporada 1970.
El impulso para construir el estadio techado continuado a pesar de la falta de un importante equipo de una liga deportiva para ocuparlo. En mayo de 1970 los votantes rechazaron la propuesta de construir el estadio en el Seattle Center. Desde 1970 hasta 1972 la comisión estudió la factibilidad y el impacto económico de la construcción del estadio en el King Street junto a Pioneer Square y el distrito, un sitio internacional de que el puesto en el fondo cuando la Comisión había reducido el campo de los posibles lugares en 1968. Esto hizo una fuerte oposición del Distrito Internacional, que temía un barrio situado al este del sitio. El 2 de noviembre de 1972, una ceremonia de inauguración se llevó a cabo en el sitio de King Street. Varios manifestantes asistieron a la ceremonia, interrumpió a los oradores, y en un momento lanzaron bolas de lodo en ellos.
El 5 de diciembre de 1974, la NFL recibió una franquicia de expansión para ocupar el nuevo estadio, el equipo sería Seattle Seahawks. La construcción duró dos años, y el estadio celebró una ceremonia de apertura el 27 de marzo de 1976. Organizó su primer evento deportivo profesional el 9 de abril de ese año, un partido de fútbol entre Seattle Sounders y New York Cosmos de la North American Soccer League.

## Fútbol americano

### Seattle Seahawks
Seattle Seahawks fue el primer equipo de los grandes deportes profesionales para llamar al Kingdome su casa. Ellos organizaron su primer partido el 1 de agosto de 1976, un partido de pretemporada contra San Francisco 49ers. El Kingdome fue sede del Pro Bowl de 1977 el 17 de enero.
Debido a su construcción de hormigón y los fuertes escándalos que provocaban los aficionados, el Kingdome fue considerado como uno de los más fuertes los estadios de la NFL. En 1987, Bo Jackson de Los Angeles Raiders corrió 221 yardas, la mayor cantidad de Monday Night Football, y anotó dos touchdowns. Uno de sus resultados fue un touchdown 91 y el otro era un arado histórico de Seattle Seahawks de alto perfil que hizo el novato Brian "The Boz" Bosworth.
El último partido de la NFL Kingdome se jugó el 9 de enero de 2000, una derrota de playoffs de primera ronda de Miami Dolphins con un resultado de 20-17. Fue la última victoria de la NFL para el Salón de la Fama mariscal de campo Dan Marino y el entrenador Jimmy Johnson.

### Amateur
El primer juego de fútbol americano colegial que se jugó en el Kingdome fue entre Washington State Cougars y USC Trojans, cuando Ricky Bell, de la NCAA, rompidó el récord de yardas (más tarde roto por Rubén Mayes del estado de Washington).
El juego de Universidad de Puget Sound y Pacific Lutheran University hizo un éxito en traer a grandes multitudes a la recién inaugurada Tacoma Dome en 1983, 1984 y 1985. En el Kingdome se jugó en los años 1986 y 1987. A pesar de que fue relativamente exitoso por el fútbol colegialo, los organizadores del evento se dieron cuenta de que nunca llegaría a los 50.000 aficionados necesarios para llenar el Kingdome y llevó el juego de vuelta a Tacoma, donde se ha jugado desde entonces.
El estadio también fue anfitrión del WIAA de alta escuela de fútbol realizando el famoso evento de King Bowl. Desde la implosión del estadio el campeonato estatal se trasladó al Tacoma Dome.

## Béisbol
Poco después de la salida de Pilotos de Milwaukee, la ciudad de Seattle, el condado de King, y el estado de Washington demandaron a la Liga Americana, alegando un incumplimiento de contrato. La Liga acordó conceder otra franquicia de Seattle a cambio de abandonar la demanda, y el equipo que más tarde sería conocido como los Marineros de Seattle. Los Marineros tuvieron su primer juego en el Kingdome el 6 de abril de 1977, contra California Angels.
El Kingdome fue algo problemático como sede del béisbol. El territorio de era bastante grande, y las zonas de descanso se establecieron lejos del campo de juego, con los asientos en la cubierta superior hasta 617 pies (188 m) desde el home. Parte del problema fue que el Kingdome no fue un estadio de usos múltiples en el sentido más verdadero. En su lugar, fue construido como un estadio de fútbol que se puede convertir en un estadio de béisbol. Por ejemplo, la mayoría de los aficionados en el nivel 300 no pudieron ver partes del jardín derecho y central, áreas que no eran parte del campo de fútbol a jugar.

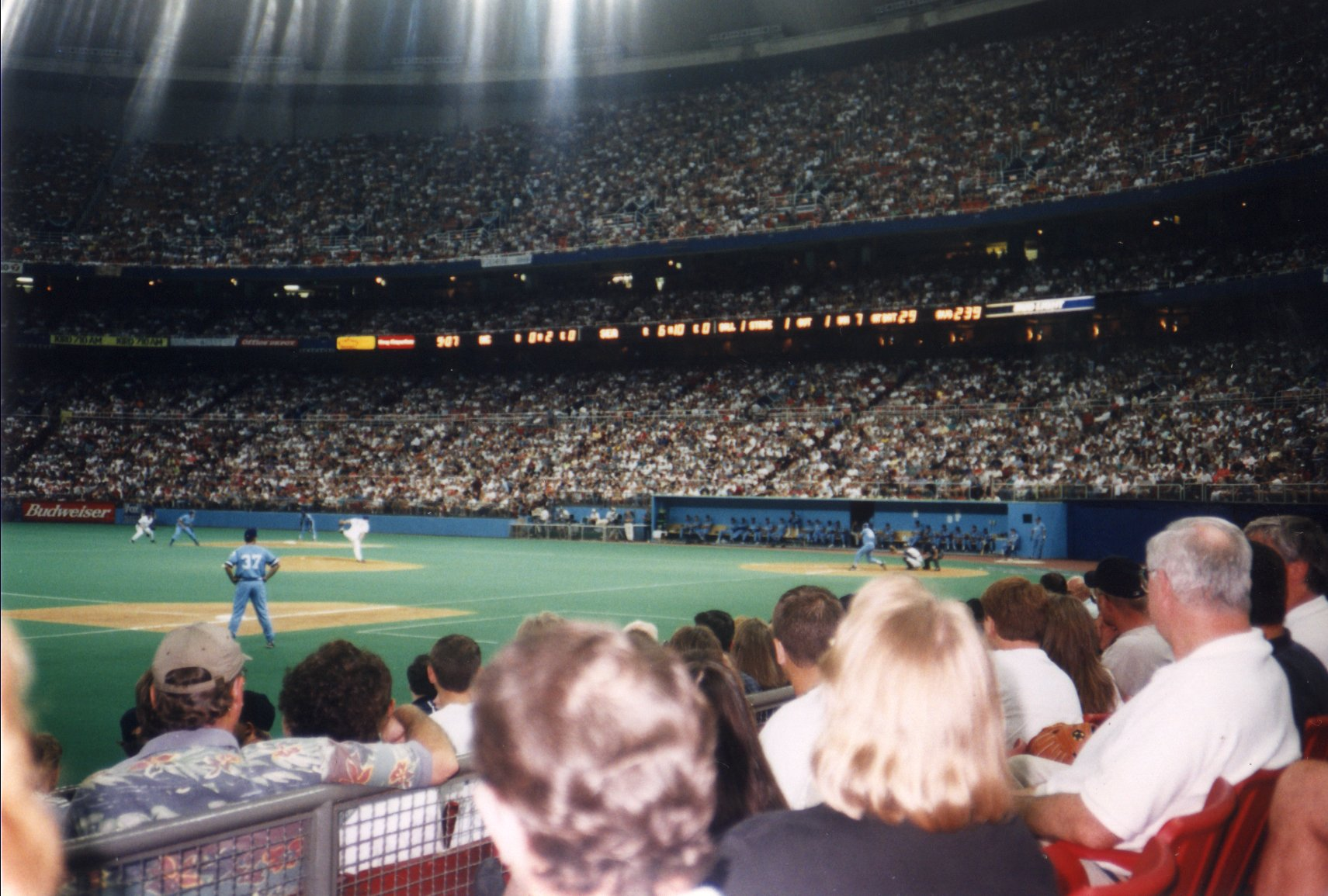
Juego de los Marineros en 1996

Para la mayoría los Marineros en sus primeros 18 años, su mal juego (que no tienen una temporada ganadora hasta 1991) combinado con el diseño del Kingdome, llevó a la escasa asistencia y llevado a algunos escritores y aficionados a la llaman "la tumba" y Puget "Puke ". Después de su primer partido, los Marineros no tenían otro lleno total en la temporada regular hasta 1990. Además, la acústica del Kingdome ha creó problemas para los locutores del estadio, que tuvo que lidiar con los problemas eco significativo. Sin embargo, cuando la suerte del equipo comenzó a cambiar en la década de 1990 y comenzó a traer grandes multitudes, especialmente en la postemporada, el ruido creó una atmósfera eléctrica y le dio al equipo local una ventaja similar al efecto en los partidos de fútbol.
A pesar de su cavernoso interior, las dimensiones de la Kingdome de campo fueron relativamente pequeñas. Tenía la reputación de ser un parque bateador, sobre todo en la década de 1990, cuando Ken Griffey, Jr., Edgar Martínez, Jay Buhner, Alex Rodríguez y otros toleteros jugaron allí.
El gran número de objetos en el juego de altavoces, los cables de soporte del techo y serpentinas, hicieron que el estadio pareciera un béisbol. El Kingdome fue algo mejorado en 1982 con la adición de un 23 pies (7,0 m) de la pared del jardín derecho el apodo de "Walla Walla" (después de Walla Walla, Washington)", con un marcador nuevo que se viera a las afueras en la ciudad. En 1990, el nuevo dueño Jeff Smulyan añadido algunas dimensiones de los jardines asimétricos.
El juego de béisbol más destacado de la historia de la Kingdome se llevó a cabo el 8 de octubre de 1995, cuando los Marineros de Seattle derrotaron a los Yankees de Nueva York 6-5 en 11 innings en el juego de caucho de la Serie Divisional de la Liga Americana frente a 57.411 aficionados.
Un juego entre los Marineros y los Indios de Cleveland fue suspendido a la mitad de la séptima entrada debido a un terremoto de menor importancia, el 2 de mayo de 1996. El terremoto se produjo durante un cambio de lanzadores de los Indios. Orel Hershiser estaba caminando fuera del montículo después de un jonrón de Edgar Martínez. después de una inspección realizada por los ingenieros, el juego continuó la noche siguiente, lo que resulta en una victoria para los indios.

## Básquetbol

### Seattle SuperSonics
Además de los Marineros y los Seahawks, el estadio también fue anfitrión de la NBA con Seattle SuperSonics por unos años. La temporada 1978-79 fue el primer año de los Sonics. El Kingdome fue modificado sobre una base a tiempo completo con el agregado de asientos del estadio portátil añadido en el piso de la arena, así como cuadros de indicadores adicionales y una cancha de baloncesto. Fred Brown y Gus Williams dirigieron el equipo en su primer campeonato. En el momento en que era conocido en la NBA por ser el más ruidoso escenario de baloncesto, así como las más grandes multitudes con el estadio Bill el vendedor Beerman tomó sus funciones como animador. En la temporada 1979-80, los SuperSonics establecieron un récord de la NBA con una asistencia media de 21.725 aficionados por partido. Los SuperSonics también establecieron récords de la NBA en la asistencia a los playoffs en un solo partido en 1978 y 1980 con una multitud de 39.457 y 40.172 respectivamente. El récord de asistencia del Kingdome para un juego de temporada regular fue en 1991, con 38.067. El Kingdome fue sede de 1987 NBA All-Star Game.
La logística sería un problema durante los playoffs, ya que los Marineros (inquilinos principales del Kingdome) se opusieron a dejar que los Sonics jugaran allí en la primavera. La mayoría de los partidos se jugaron en el Seattle Center Coliseum, y algunos de los juegos tuvieron que ser jugados en Hec Edmundson Pavilion de la Universidad de Washington.
Alrededor de 1990, el propietario de los Sonics Barry Ackerley tomó la decisión de dejar el Kingdome para construir un estadio de baloncesto. Los planes estaban en marcha para construir un nuevo estadio al sur del Kingdome (el Safeco Field se encuentra hoy en día) que se llama Ackerley Arena, pero después cayó la financiación, por lo que el equipo regresó al Coliseo, reconstruido más tarde como KeyArena, en la reapertura de la temporada 1995-96. Los Sonics jugaron allí hasta que el equipo se trasladó a Oklahoma City Thunder antes de la temporada 2008-09.

### Colegial
La NCAA Division I de Baloncesto Masculino se llevó a cabo tres veces en el Kingdome - en 1984, cuando Georgetown Hoyas derrotó a Houston Cougars, en 1989, cuando Michigan venció Seton Hall en tiempo extra, y en 1995, cuando UCLA Bruins ganó su primer campeonato desde el retiro de John Wooden, entrenador, derrotando a Arkansas.

## Otros deportes y entretenimentos
El primer evento deportivo del Kingdome fue un juego entre New York Cosmos de NASL y Seattle Sounders el 25 de abril de 1976, con 58.218 aficionados presentes.
El Kingdome fue sede de la Pro Bowl de la NFL en 1977, de la All-Star Game de la NBA en 1979, y el juego de 1987 NBA All-Star Game, por lo que es el único lugar que ha acogido a todos los juegos principales de las grandes ligas deportivas.
Numerosos conciertos de rock se llevaron a cabo en el estadio, a pesar del significativo eco y problemas de retraso de sonido imputable al tamaño de la estructura cóncava.
La mayor multitud para asistir a un evento único en el Kingdome fue 74.000, el 17 de mayo de 1976, para una cruzada de Billy Graham, con Johnny Cash.
El primer concierto de rock de la historia en el Kingdome fue Wings el 10 de junio de 1976. El concierto de Seattle fue la pieza central de la Wings Over America Tour, primera vez que Paul McCartney viajó por Estados Unidos desde 1966, cuando The Beatles dejó de hacer giras.
Led Zeppelin actuó el 17 de julio de 1977, en lo que resultó ser la última gira del grupo por los EE. UU. (esta actuación se encuentra disponible en Voïo y ROIO).
El estadio celebró el Festival Monsters of Rock, con Van Halen, Scorpions, Dokken, Metallica y Kingdom Come, el 27 de julio de 1988.
Metallica y Guns N 'Roses realizaron el último show de Guns N' Roses/Metallica Stadium Tour en el estadio el 6 de octubre de 1992, con Motörhead y Body Count como el acto de apertura.

## Años finales

### Amenazas de reubicación
Por la década de 1990, la adecuación del estadio como un lugar de la NFL y MLB entró en duda. Ni de los Seahawks, ni de los Marineros hubo intención de compartir el estadio. Después de varios años de amenazas a la ubicación de los Marineros, debido a la escasa asistencia y los ingresos, el dueño Jeff Smulyan vendió el equipo a un grupo de propietarios del Nintendo de Hiroshi Yamauchi en 1992. Casi de inmediato, el nuevo grupo propietario comenzó a hacer campaña con los gobiernos locales y estatales para asegurar la financiación pública del béisbol solo en el nuevo estadio. En marzo de 1994, el condado de King, y el ejecutivo Gary Locke nombraron a un grupo de trabajo para estudiar la necesidad de un estadio dedicado solamente al béisbol.

### Colpaso del techo (1994)
El techo del Kingdome había sido un problema desde el principio. Las fugas fueron descubiertas en el techo dos meses antes de que el estadio abriera, y varios intentos de reparación empeoraron la situación y tuvo que ser desechado. En 1993, el condado decidió quitar la capa exterior de la cubierta y sustituirla por un revestimiento especial. El chorro de arena no tiró el material del techo viejo despedazado, y el contratista cambió su método de lavado a presión. Este lavado a presión dio lugar a la filtración de agua a través del techo, y el 19 de julio de 1994, colocaron solo cuatro de 26 libras (12 kg), anegados azulejos acústicos del techo cayeron en la zona de asientos. Las baldosas cayeron cuando los Marineros estaban en el campo preparándose para jugar un partido programado contra Baltimore Orioles, media hora antes de que las puertas se abrieran para los aficionados y entraran al estadio. Como resultado, el Kingdome fue cerrado.
El Kingdome celebró una ceremonia de reapertura el fin de semana del 4 hasta 6 de noviembre de 1994, que culminó con el regreso de Seattle Seahawks contra Cincinnati Bengals en un partido del temporada. La reparación del techo en última instancia costo $ 51 millones y más los costos que tuvieron por dos trabajadores que murieron en un accidente de grúa durante la reparación. El incidente también motivó los planes para reemplazar al estadio.

### Reemplazo
El 19 de septiembre de 1995, los votantes del condado de King derrotaron una medida electoral que se habría financiado en la construcción de una cancha de béisbol solo para el nuevo estadio de los Marineros. Sin embargo, al mes siguiente, los Marineros llegaron a la postemporada de la MLB por primera vez, y derrotaron a los Yankees de Nueva York en el partido decisivo de la Serie Divisional de la Liga Americana 1995 de un walk-off para ganar el juego con un doble golpe de Edgar Martínez. El partido de los Marineros de postemporada demostró que no había una suficiente cantidad de fanes en Seattle, que quería que el equipo se quedara en la ciudad, y como resultado, la Legislatura del Estado de Washington aprobó un paquete de financiamiento independiente para un nuevo estadio.
En enero de 1996, el dueño Ken Behring de los Seahawks anunció que se iría a Los Ángeles y jugaría en el Angel Stadium of Anaheim, que había sido recientemente abandonado cuando Los Angeles Rams se trasladaron a San Luis, Misuri. Su razón de la decisión incluye las preocupaciones infundadas de seguridad alrededor de la estabilidad sísmica del Kingdome. Behring fue tan lejos como para reubicar la sede del equipo de Anaheim, California, pero sus planes fueron derrotados cuando los abogados descubrieron que los Seahawks no podían romper su contrato de arrendamiento en el Kingdome hasta el año 2005. Como resultado, Behring intentó vender el equipo. Encontró un comprador potencial que era el cofundador de Microsoft Paul Allen, pero con la indicación de que un nuevo estadio financiado con fondos públicos tendría que ser construido como condición para la compra del equipo. Allen financió una elección especial el 17 de junio de 1997, que incluyó fondos públicos para un nuevo estadio para los Seahawks a construir en el sitio del Kingdome. La elección fue aprobada, Allen compró oficialmente el equipo, y el destino del Kingdome fue sellado.
Los Marineros jugaron su último partido en el Kingdome a un lleno total el 27 de junio de 1999, y jugaron en su nuevo estado (Safeco Field), el 15 de julio, casi tres semanas después. Los Seahawks, por su parte, temporalmente jugaron en el Husky Stadium después de la temporada de 1999, mientras que el Kingdome fue demolido. Luego el CenturyLink Field fue construido en el mismo lugar y fue abierto en la temporada 2002 de la NFL.

## Demolición

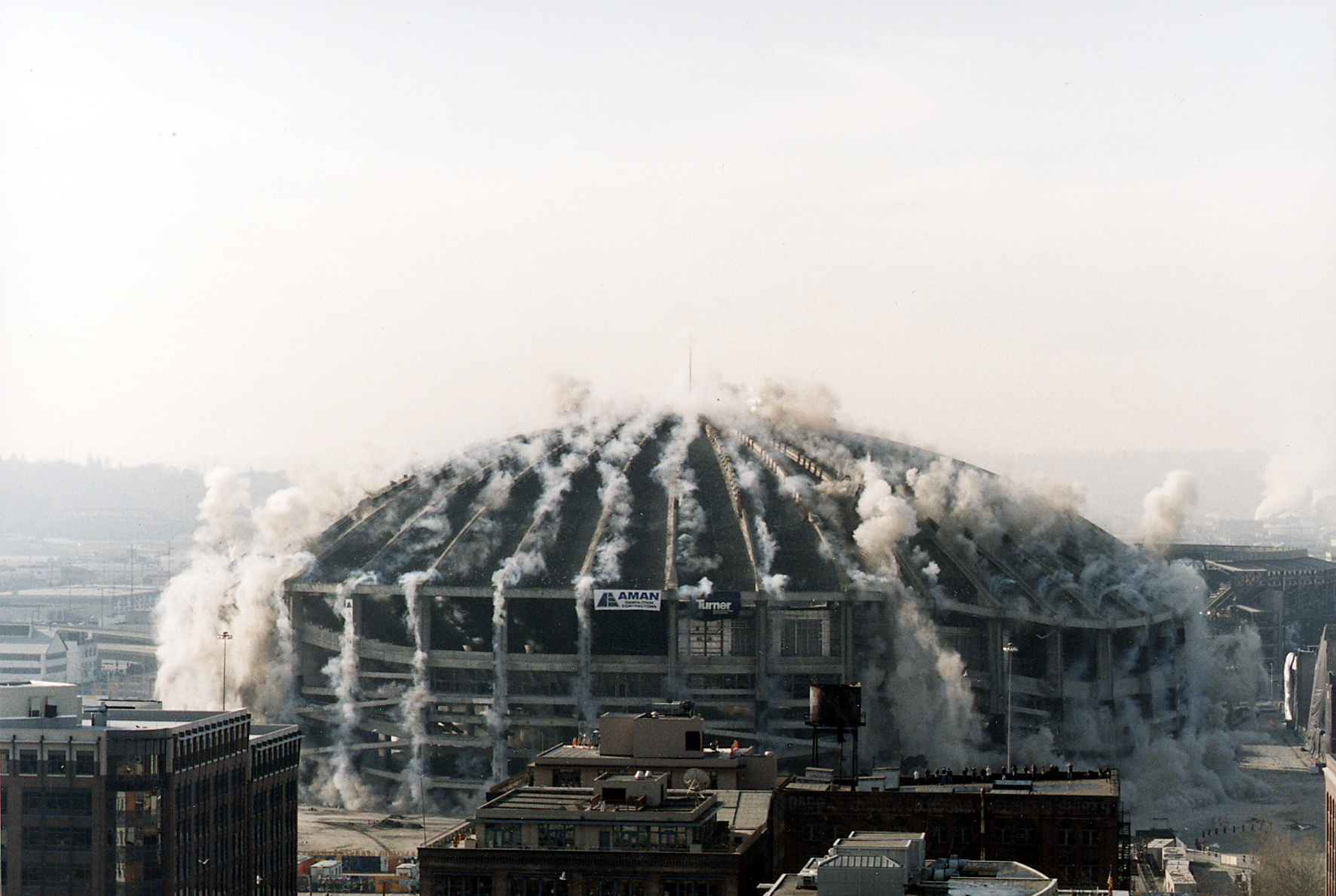
Demolición del Kingdome

Controlled Demolition, Inc. demolió el Kingdome por implosión el 26 de marzo de 2000 (un día antes del 24 aniversario de la apertura de la Kingdome), estableciendo un récord reconocido por Guinness World Records por el edificio más voluminoso demolido de la historia. el Kingdome fue el primer gran estadio con cúpula en ser demolido en los Estados Unidos y la demolición del Kingdome fue el primer evento en vivo cubierta por ESPN Classic. El Kingdome fue demolido antes de que la deuda emitida para financiar su construcción fuera pagada en su totalidad y en septiembre de 2010, los residentes del condado de King siguen siendo responsables de más de $ 80 millones en deuda en la demolición del estadio.

## Sucesores
Dos instalaciones separadas sustituyeron el Kingdome. Safeco Field, un estadio de béisbol construido para los Marineros de Seattle, empezó a construirse en 1997 en un sitio ubicado al lado del Kingdome, a través de Royal Brougham Way, y abrió sus puertas en 1999. CenturyLink Field, un estadio de usos múltiples fue construido especialmente para Seattle Seahawks y el fútbol profesional, y fue construido en el mismo sitio donde estaba el Kingdome después de la demolición en el año 2000. El CenturyLink Field (anteriormente conocido como el estadio de Seahawks y Qwest Field) ha sido el estadio oficial de Seattle Seahawks desde que se abrió en 2002, y ha sido el estadio de Seattle Sounders FC desde el año 2009.

## Capacidad

### Béisbol
- 59,059 (1976-1980)[22]
- 59,438 (1981-1987)
- 58,850 (1988-1990)
- 57,748 (1991-1993)
- 59,166 (1994-1999)

### Fútbol
- 64,752 (1976-1979)
- 64,759 (1980-1983)[23]
- 64,984 (1984-1992)[24]
- 66,400 (1993-2000)[25]

### Básquetbol
- 40,192[26]

## Galería

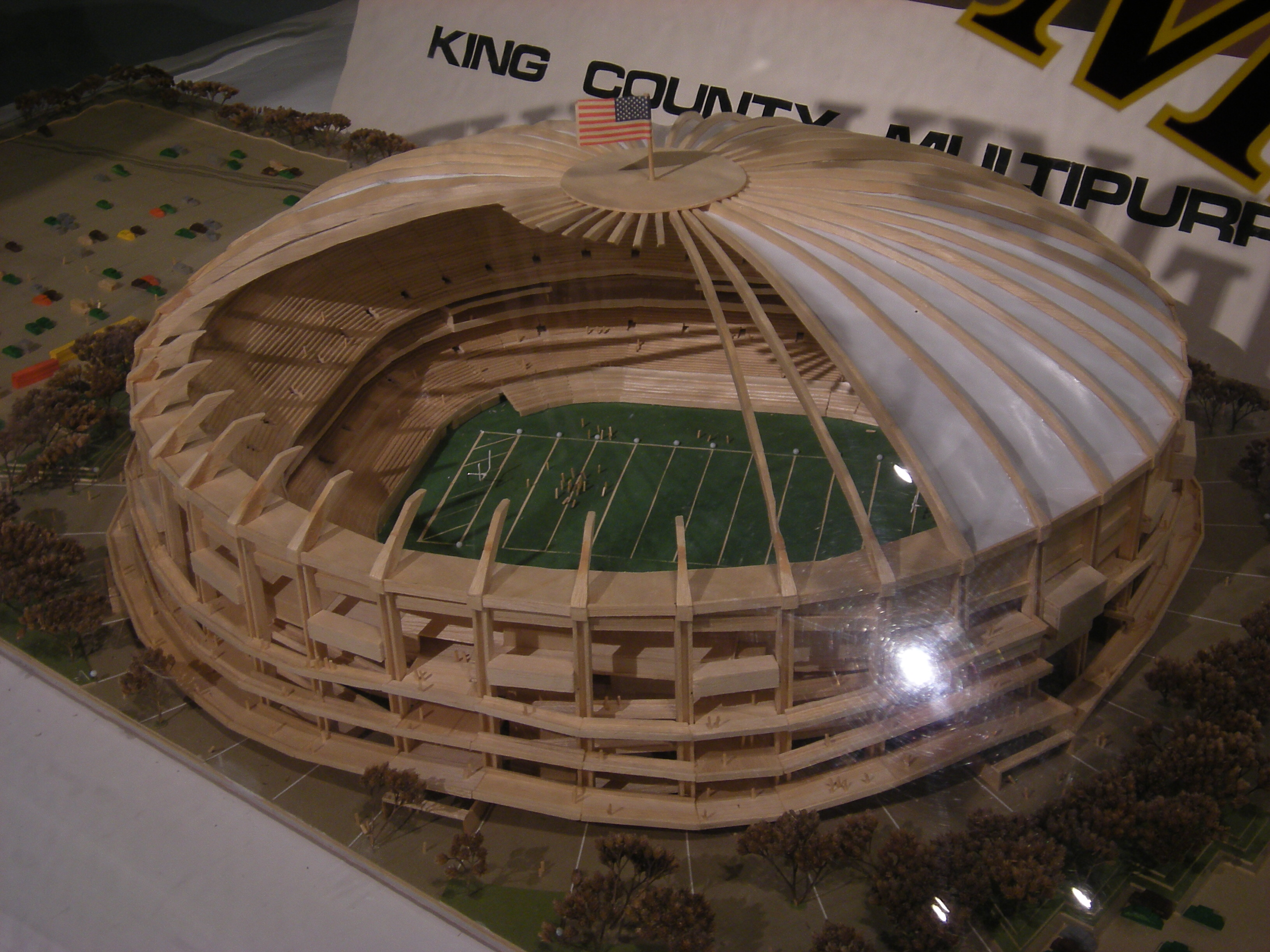
Maqueta del estadio antes de la construcción
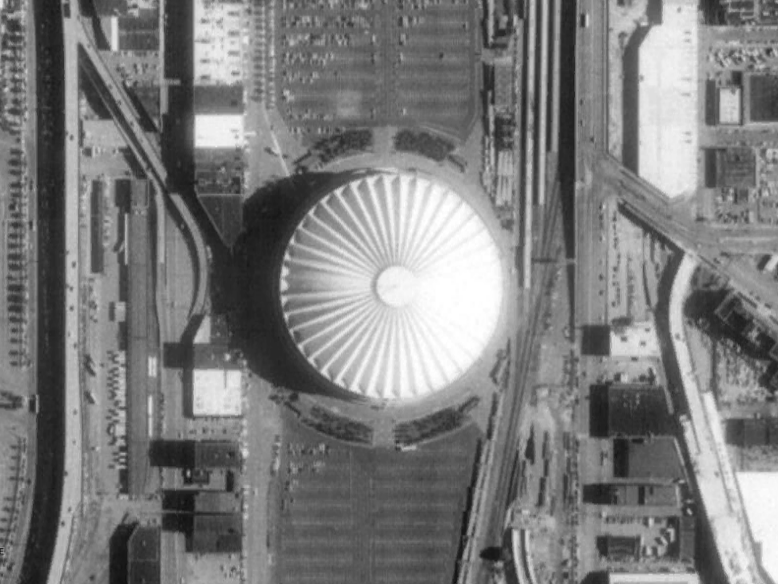
Cúpula del Kingdome
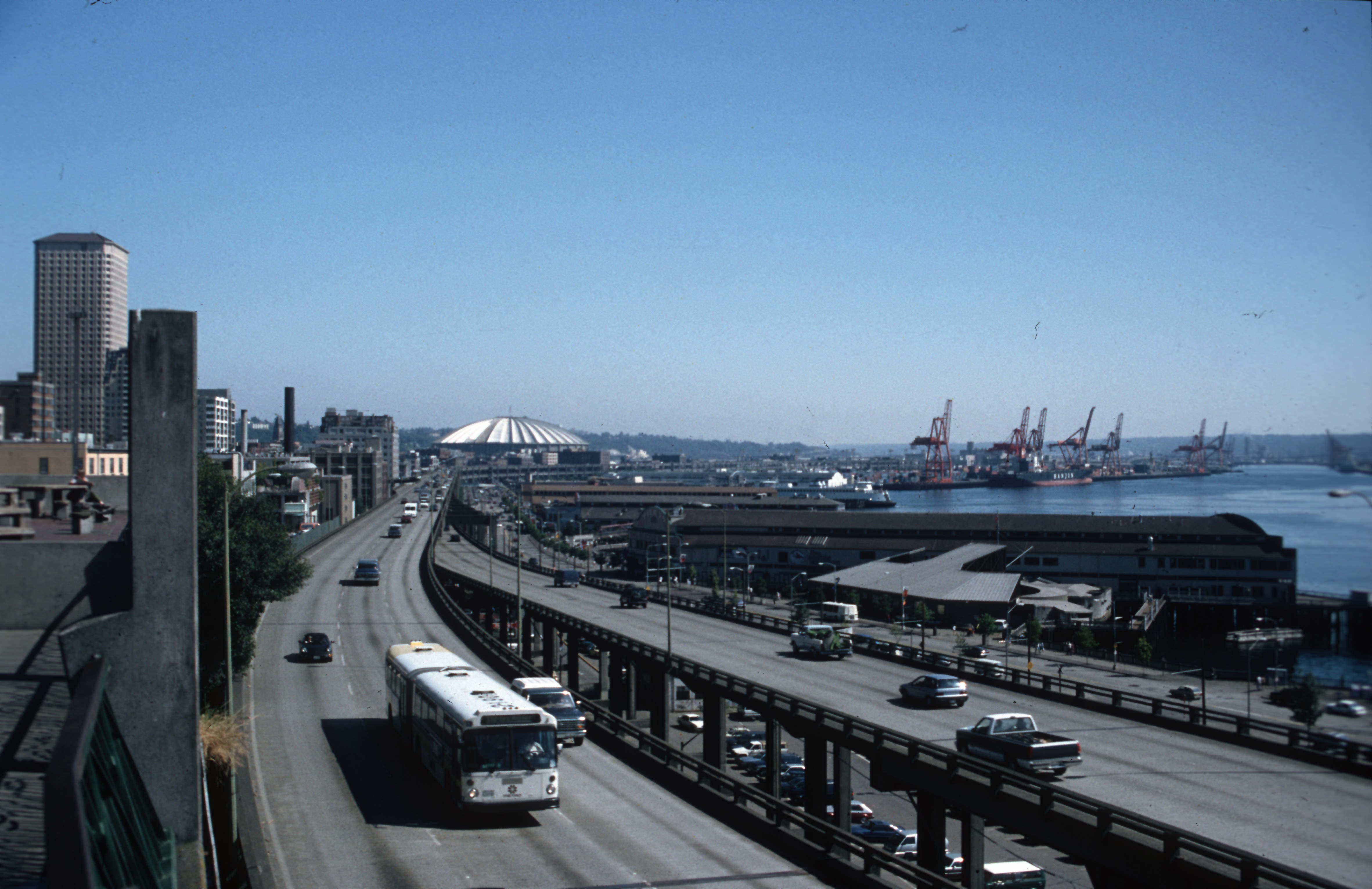
El Kingdome desde la carretera